# Klaas Schenk
Klaas Schenk (Wieringerwaard, 28 augustus 1906 – Den Helder, 3 april 1993) was een Nederlands schaatser en coach. Van beroep was hij boer in Anna Paulowna.

## Biografie
Als langebaanschaatser trainde hij onder andere in Noorwegen bij Peter Sinnerud. Zijn beste klassering op een internationaal toernooi was de twaalfde plaats die hij haalde op het Europees Kampioenschap in 1932. Een jaar later werd hij tiende in het eindklassement van de Nederlandse Kampioenschappen.
Klaas Schenk was na de Tweede Wereldoorlog jarenlang schaatscoach van de Nederlandse herenploeg. Hij maakte zijn debuut als trainer op Olympische Winterspelen in 1952. Naar huidige maatstaven was het trainen toen nog zeer amateuristisch; kunstijs bestond nog niet en 's winters was er lang niet ieder jaar natuurijs. De schaatsers reisden daarom iedere winter naar Noorwegen om te trainen. Voor de Olympische Winterspelen 1952 bestond Schenk het om aan het begin van het trainingskamp te roepen: "Het is een olympisch jaar, we gaan er tegenaan, we beginnen met een 10.000 meter." Geen van de ploegleden haalde de finish.
Overigens waren deze Spelen wel succesvol: Kees Broekman en Wim van der Voort wonnen de eerste Nederlandse medailles op Winterspelen. Ook bij de twee volgende Spelen was Schenk trainer, maar de enige medaille die gehaald werd was die van Jan Pesman in 1960 in Squaw Valley. Vier jaar later werd hij opgevolgd als trainer door Henk Lamberts.
In de tussentijd had Schenks bekendste pupil zijn debuut gemaakt op de vaderlandse ijsbanen, zijn zoon Ard. Deze behaalde zijn grootste successen overigens onder een andere coach, Leen Pfrommer.

## Persoonlijke records
| Afstand      | Tijd    | Datum           | Baan       |
| ------------ | ------- | --------------- | ---------- |
| 500 meter    | 45,0    | 21 januari 1933 | Davos      |
| 1000 meter   | 1.40,8  | 17 januari 1932 | Engelberg  |
| 1500 meter   | 2.38,4  | 22 januari 1933 | Davos      |
| 3000 meter   | 5.17,7  | 21 januari 1933 | Davos      |
| 5000 meter   | 9.12,2  | 22 januari 1933 | Davos      |
| 10.000 meter | 21.55,2 | 1 maart 1929    | Oudkarspel |